# Aeroportul San Salvador
Aeroportul San Salvador (IATA: ZSA, ICAO: MYSM) este un aeroport din San Salvador Island⁠(d), Bahamas ce deservește zona San Salvador Island⁠(d).
Situat la o altitudine de 7 m, aeroportul dispune de o singură pistă.